# مارکو ایاکوبلیس
مارکو ایاکوبلیس (انگلیسی: Marco Iacobellis؛ زادهٔ ۲۷ دسامبر ۱۹۹۹) بازیکن فوتبال اهل آرژانتین است.